# Jorge Montenegro (escritor)
Jorge Montenegro (Tegucigalpa, Honduras, 15 de febrero de 1940-Ibidem., 8 de febrero de 2018) fue un libretista, escritor de libros y columnista.  Fue Conocido por su trabajo en la recopilación y difusión de la tradición oral hondureña a través de su obra escrita y audiovisual a lo largo de los años.
Murió el 8 de febrero de 2018 después de librar una gran batalla contra el cáncer.

## Biografía
Su madre, doña Dayana Centeno Ayestas, era oriunda de Danlí. Estudió la primaria en la Escuela Álvaro Contreras ubicada en Barrio Abajo, Comayagüela y se graduó de perito mercantil y contador público.
Comenzó a trabajar en Radio Morazán, luego estuvo en Radio Comayagüela, HRN, Radio América y por último trabajó en Radio Nacional Honduras. Cuenta con una trayectoria de 50 años en el periodismo. En diario La Tribuna escribía su famosa columna “Déjeme decir que…” publicada tres veces a la semana. Gracias a la ayuda de Óscar Flores lograba publicar estos escritos en este rotativo que fue su último trabajo.
Editorialista de la revista Cheque, locutor, productor de Radio Nacional de Honduras, productor del programa radial "Montenegradas" en Radio América. Jorge Montenegro, por varias generaciones ha recopilado la riqueza folclórica de Honduras para plasmarla en sus programas radiales, artículos y libros.
La tarde del 8 de febrero de 2018, el escritor falleció en su ciudad natal, Tegucigalpa, capital de Honduras, luego de haber perdido la batalla contra el cáncer linfático.

## Obras
Su obra más sobresaliente es Cuentos y leyendas de Honduras, de la cual se publicaron tres volúmenes. Misterios y algo más (incluye un CD con dieciocho grabaciones) en este libro se encuentran premoniciones, miedo, fantasmas y otras temáticas. Así se cura mi pueblo, es un libro de medicina natural. Jorge Montenegro recorrió todo el país para investigar las plantas medicinales que utilizan los hondureños en caso de enfermedad o molestia. Extraterrestres el fenómeno ovni en Honduras, este libro lo creó a base de información encontrada en periódicos, revistas y otras fuentes que trataran sobre el tema. Cuando será el fin del mundo, trata sobre las profecías relacionadas con el fin del mundo. También cuenta con un libro de refranes populares y tres libros humorísticos. 
Jorge Montenegro relata en una entrevista que cuando era niño escuchaba a su madre y a su tía María Manuela contar relatos y de allí nació el deseo de plasmar todas esas historias y darlas a conocer a los demás. A sus 24 años, el 9 de septiembre de 1964, se transmitió por primera vez su programa Cuentos y Leyendas de Honduras a través de Radio América. 
Cuentos y Leyendas de Honduras ha entretenido a las generaciones hondureñas durante 50 años y se transmitía por Radio Nacional. En 1972 publica la primera edición de su libro Cuentos y Leyendas de Honduras, gracias al patrocinio de la empresa privada y de su amigo Juan Alberto Melgar Castro expresidente de la República.
La película Cuentos y leyendas de Honduras
se estrenó en octubre de 2014 y posteriormente fue exhibida en otros países. Hicieron posible este proyecto los cineastas hondureños: Javier Suazo Mejía y Rony Alvarenga. La película está compuesta por cuatro cortometrajes de las reconocidas fábulas: “El cadejo”, “La sucia”, “La fiesta de ánimas” y “La taconuda”, cabe resaltar que la esencia de estas historias sigue siendo la misma.

## Premios
- Ganador del Laurel de Oro del Ministerio de cultura.
- Medalla de Oro del Congreso Nacional.
- Micrófono de Oro Municipalidad de S.P.S.